# Justus Lippe
Johann Justus Lippe (* 25. August 1840 in Freienhagen; † 18. März 1919 ebenda) war ein deutscher Landwirt und Politiker.
Lippe war der Sohn des Landwirts und Bürgermeisters Justus Lippe (1800–1872) und dessen Ehefrau Friederike, geborene Köhler (1798–1859). Er heiratete am 22. April 1867 die Landwirtstochter Marie Luise Gasse (1843–1902). Lippe lebte als Landwirt in Freienhagen, wo er 1886 bis 1919 auch Bürgermeister war. 1893 bis 1911 war er Abgeordneter im Landtag des Fürstentums Waldeck-Pyrmont. Er wurde im Wahlkreis Kreis der Eder gewählt.